# Стагіра
40°31′49″ пн. ш. 23°45′05″ сх. д. / 40.53028° пн. ш. 23.75139° сх. д.
Стагіра (грец. Στάγειρα), давня назва Стагір (дав.-гр. Στάγειρος) — давньомакедонське місто на Халкідонському півострові, між Болбейським озером і Стримонською затокою. Сучасне село за 87 км від Салонік.

## Історія
Стагіра, заснована андрійцями (одне з племен іонійців) в середині VI століття до н. е. і називалася спочатку Ореагорією. Гавань Стагіри називалася Вепрячою гаванню (грец. Κάπρου λιμήν).
Стагіра відома, перш за все, як батьківщина першого давньогрецького філософа-енциклопедиста Аристотеля. Зруйнована 349 до н. е. македонським царем Філіппом ІІ, ним же була відновлена, коли Аристотель став вчителем Александра.
У візантійську добу Стагіра мала назву Сідерокавсія, оскільки тут працювали залізні рудники, які в подальшому перейшли у власність Афонських монастирів. У 15 століття Сідерокавсією заволодів османин Мадем-Ага. 1705 року експлуатація села переходить до Мантемохор'я, які утворюють свій Союз рудників.
Наприкінці 18 — на початку 19 століття на місці давньої Стагіри існувало поселення Ставро, якому у 20 столітті повернули історичну назву.

## Визначні пам'ятки
- купальня, побудована Ісхак-пашею.
- залишки фортеці Мадем-Аги.

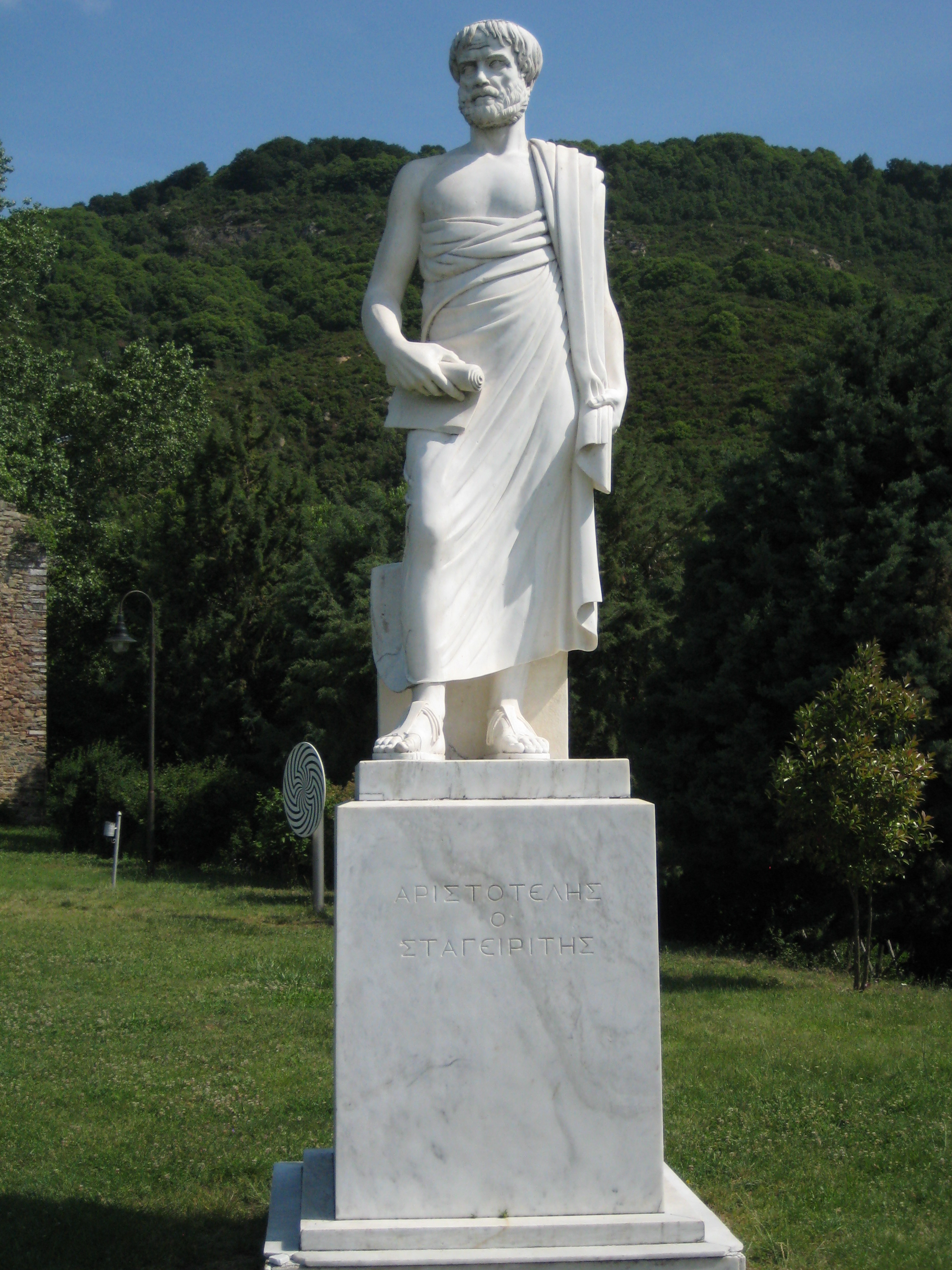
Статуя Аристотеля

- канава Мадема, де знаходилися рудники села.
- статуя філософа Аристотеля на центральній площі.

У 2016 році на конференції «Аристотель - 2400 років» археолог Константінос Сісмандіс повідомив про знахідку могили Аристотеля біля Стагіри  .